# Valerij Bykovskij
Valerij Fjodorovič Bykovskij rusky Валерий Фёдорович Быковский (2. srpna 1934 Pavlovskij Posad, Moskevská oblast – 27. března 2019) byl sovětský důstojník a kosmonaut ruské národnosti.

## Život

### Mládí a výcvik
Vystudoval desetiletou školu a hned zamířil k letectvu, později do oddílu kosmonautů. Byl neukázněný, ale schopný a obratný letec, v té době nadporučík. Oženil se ještě v přípravném výcvikovém období s Valjou Suchovovou s níž měl dvě děti.

### Lety do vesmíru
Poprvé letěl v jednomístné kosmické lodi Vostok 5. Startoval z Bajkonuru. Současně s ním letěla na orbitě další loď Vostok 6, byl to tedy let skupinový. Na oběžné dráze strávil pět dní a Zemi obletěl 81x. Přistál pomocí padáku nedaleko Karagandy.
Po svém prvním kosmickém letu v roce 1963 absolvoval vojenskou leteckou akademii a pokračoval ve výcviku. Do vesmíru letěl ještě dvakrát, vždy jako velitel lodě. Studium na akademii zakončil úspěšně v roce 1968.
Po 13 letech od prvního letu společně s kosmonautem Vladimírem Aksjonovem odstartovali na palubě kosmické lodě Sojuzu 22. Cílem osmidenního letu bylo vyzkoušet nový systém snímkování povrchu Země. Přistáli v kabině lodi s padákem na území Kazachstánu.
Po třetí letěl do vesmíru v roce 1978 v hodnosti plukovníka v rámci mezinárodního programu Interkosmos s lodí Sojuz 31. Let odstartoval z Bajkonuru a letěl společně s kosmonautem NDR Sigmundem Jähnem. Ve vesmíru se spojili s dvěma jinými loděmi k různým experimentům a Bykovskij pak přistál v lodi Sojuz 29. Celkem ve vesmíru strávil téměř 500 hodin. V týmu kosmonautů byl zařazen od 3. července 1960 do 26. ledna 1982.
- Vostok 5, (14. června 1963–19. června 1963)
- Sojuz 22, (15. září 1976–23. září 1976
- Sojuz 31, Sojuz 29 (26. srpna 1978–3. září 1978)

### Po letech
V roce 1990 byl jmenován ředitelem kulturního střediska v Berlíně. V Německu se v roce 2003 zúčastnil slavnostní akce na počest německých kosmonautů, které se zúčastnilo 13 kosmonautů.

## Vyznamenání

### Sovětská vyznamenání
- Hrdina Sovětského svazu – 22. června 1963 – za uskutečnění dlouhého kosmického letu v lodi Vostok-5[4]
- Hrdina Sovětského svazu – 28. září 1976 – za realizaci orbitálního letu na kosmické loď Sojuz-22 a prokázanou odvahu a hrdinství[5]
- Leninův řád – 10. září 1978 – za úspěšnou realizaci kosmického letu v orbitálním výzkumném komplexu Saljut-6 Sojuz a za projevenou odvahu a hrdinství[6]
- Řád rudého hvězdy – 17. června 1961 – za velké úspěchy dosažené ve vývoji raketového průmyslu, vědy a techniky a úspěšné provedení prvního letu sovětského muže do kosmického prostoru na lodi Vostok
- Řád rudého praporu práce – 15. ledna 1976
- Medaile Za rozvoj celiny – 1963

### Ruská vyznamenání
- Řád přátelství – 12. dubna 2011 – za velký přínos k rozvoji domácího vesmírného programu s posádkou a mnohaleté plodné společenské činnosti[7]

### Zahraniční vyznamenání
- Hrdina Bulharské lidové republiky – 1963
- Hrdina Německé demokratické republiky – 1978
- Hrdina práce – Vietnam, 1963
- Řád Georgiho Dimitrova – Bulharsko, 1963
- Řád Karla Marxe – NDR, 1976 a 1978
- Řád grunwaldského kříže I. třídy – Polsko, 1963